# Saison 2020-2021 de l'AC Ajaccio
Dernière mise à jour : 29 août 2017.
Chronologie
Saison précédente Saison suivante
La saison 2020-2021 de l'AC Ajaccio, club de football français, voit le club évoluer en championnat de France de football de Ligue 2.

## Transferts

### Transferts estivaux
| Nom                | Nationalité  | Poste     | Transfert      | Provenance/Destination | Division           |
| ------------------ | ------------ | --------- | -------------- | ---------------------- | ------------------ |
| Arrivées           |              |           |                |                        |                    |
| Alassane N'Diaye   | France       | Milieu    | Fin de contrat | Clermont Foot 63       | Ligue 2            |
| Michaël Barreto    | France       | Milieu    | Fin de contrat | AJ Auxerre             | Ligue 2            |
| Bevic Moussiti-Oko | Congo        | Attaquant | Transfert      | Le Mans FC             | National           |
| Départs            |              |           |                |                        |                    |
| Kévin Lejeune      | France       | Milieu    | Retraite       | -                      | -                  |
| Cyrille Bayala     | Burkina Faso | Milieu    | Retour de prêt | RC Lens                | Ligue 2            |
| Gaëtan Courtet     | France       | Attaquant | Retour de prêt | FC Lorient             | Ligue 1            |
| Hugo Cuypers       | Belgique     | Attaquant | Retour de prêt | Olympiakos Le Pirée    | Superleague Elláda |
| Alexis Flips       | France       | Attaquant | Retour de prêt | LOSC Lille             | Ligue 1            |
| Ablie Jallow       | Gambie       | Milieu    | Retour de prêt | FC Metz                | Ligue 1            |
| Abdoulaye Keita    | Mali         | Milieu    | Retour de prêt | Olympiakos Le Pirée    | Superleague Elláda |
| Johan Cavalli      | France       | Milieu    | Retraite       | -                      | -                  |

### Transferts hivernaux
| Nom               | Nationalité  | Poste     | Transfert | Provenance/Destination | Division |
| ----------------- | ------------ | --------- | --------- | ---------------------- | -------- |
| Arrivées          |              |           |           |                        |          |
| Florian Chabrolle | France       | Milieu    | Transfert | Olympique de Marseille | Ligue 1  |
| Cyrille Bayala    | Burkina Faso | Milieu    | Transfert | RC Lens                | Ligue 2  |
| Départs           |              |           |           |                        |          |
| Simon Elisor      | France       | Attaquant | Prêt      | FC Sète 34             | National |

## Effectif
Le tableau liste l'effectif professionnel de l'AC Ajaccio pour la saison 2020-2021.

## Compétitions

### Ligue 2

#### Résultats
| Journée    | Date       | Horaire | Domicile               | Résultat | Extérieur              | Buteurs AC Ajaccio                         | Buteurs adverse                             |
| ---------- | ---------- | ------- | ---------------------- | -------- | ---------------------- | ------------------------------------------ | ------------------------------------------- |
| Journée 1  | 22/08/2020 | 19h00   | AC Ajaccio             | 0 - 1    | LB Châteauroux         | -                                          | Nouri                                       |
| Journée 2  | 29/08/2020 | 15h00   | Stade Malherbe Caen    | 1 - 0    | AC Ajaccio             | -                                          | Bammou (pen.)                               |
| Journée 4  | 19/09/2020 | 19h00   | Grenoble Foot 38       | 2 - 0    | AC Ajaccio             | -                                          | Benet · Sakhi                               |
| Journée 5  | 26/09/2020 | 19h00   | AC Ajaccio             | 1 - 1    | FC Sochaux-Montbéliard | Barreto                                    | Ambri                                       |
| Journée 3  | 30/09/2020 | 19h00   | AC Ajaccio             | 1 - 0    | USL Dunkerque          | Barreto (pen.)                             | -                                           |
| Journée 6  | 03/10/2020 | 19h00   | AJ Auxerre             | 5 - 1    | AC Ajaccio             | Elisor                                     | Le Bihan · Dugimont (pen.) · Fortuné (pen.) |
| Journée 7  | 17/10/2020 | 19h00   | AC Ajaccio             | 0 - 1    | Toulouse FC            | -                                          | Spierings (pen.)                            |
| Journée 8  | 24/10/2020 | 19h00   | Clermont Foot 63       | 0 - 2    | AC Ajaccio             | Courtet (pen.) · Nouri (pen.)              | -                                           |
| Journée 9  | 31/10/2020 | 19h00   | AC Ajaccio             | 0 - 4    | ESTAC Troyes           | -                                          | Saint-Louis · Touzghar · Baya · Domingues   |
| Journée 10 | 07/11/2020 | 19h00   | Rodez AF               | 0 - 1    | AC Ajaccio             | Nouri                                      | -                                           |
| Journée 11 | 23/11/2020 | 20h45   | EA Guingamp            | 2 - 2    | AC Ajaccio             | Nouri · Moussiti-Oko                       | Gomis · Palun                               |
| Journée 12 | 28/11/2020 | 19h00   | AC Ajaccio             | 0 - 0    | FC Chambly Oise        | -                                          | -                                           |
| Journée 13 | 01/12/2020 | 19h00   | Valenciennes FC        | 1 - 1    | AC Ajaccio             | Masson (csc)                               | Guillaume                                   |
| Journée 14 | 07/12/2020 | 20h45   | AC Ajaccio             | 1 - 1    | Le Havre AC            | Courtet                                    | Gibaud                                      |
| Journée 15 | 12/12/2020 | 19h00   | Chamois niortais FC    | 2 - 0    | AC Ajaccio             | -                                          | Ba (pen.) · Sainati (csc)                   |
| Journée 16 | 18/12/2020 | 20h00   | AC Ajaccio             | 1 - 0    | AS Nancy-Lorraine      | Moussiti-Oko                               | -                                           |
| Journée 17 | 22/12/2020 | 20h00   | Amiens SC              | 0 - 0    | AC Ajaccio             | -                                          | -                                           |
| Journée 18 | 05/01/2021 | 20h00   | AC Ajaccio             | 4 - 1    | Pau FC                 | Moussiti-Oko · Nouri · El Idrissy · Diallo | Sabaly                                      |
| Journée 19 | 08/01/2021 | 20h00   | Paris FC               | 1 - 1    | AC Ajaccio             | Moussiti-Oko                               | Arab                                        |
| Journée 20 | 16/01/2021 | 19h00   | AC Ajaccio             | 1 - 0    | Stade Malherbe Caen    | Moussiti-Oko                               | -                                           |
| Journée 21 | 23/01/2021 | 19h00   | USL Dunkerque          | 3 - 1    | AC Ajaccio             | Bayala                                     | Tchokounté · Romil                          |
| Journée 22 | 30/01/2021 | 19h00   | AC Ajaccio             | 2 - 1    | Grenoble Foot 38       | Bayala (pen.) · Barreto                    | Djitté                                      |
| Journée 23 | 02/02/2021 | 20h00   | FC Sochaux-Montbéliard | 0 - 2    | AC Ajaccio             | Courtet (pen.) · Barreto                   | -                                           |
| Journée 24 | 05/02/2021 | 20h00   | AC Ajaccio             | 0 - 0    | AJ Auxerre             | -                                          | -                                           |
| Journée 25 | 15/02/2021 | 20h45   | Toulouse FC            | 3 - 0    | AC Ajaccio             | -                                          | Machado · Adli · Bayo                       |
| Journée 26 | 20/02/2021 | 19h00   | AC Ajaccio             | 0 - 2    | Clermont Foot 63       | -                                          | Allevinah · Bayo                            |
| Journée 27 | 27/02/2021 | 15h00   | ESTAC Troyes           | 1 - 0    | AC Ajaccio             | -                                          | Touzghar                                    |
| Journée 28 | 02/03/2021 | 20h00   | AC Ajaccio             | 1 - 0    | Rodez AF               | Njiké                                      | -                                           |
| Journée 29 | 13/03/2021 | 20h00   | AC Ajaccio             | 0 - 2    | EA Guingamp            | -                                          | Fofana · Pierrot                            |
| Journée 30 | 19/03/2021 | 19h00   | FC Chambly Oise        | 2 - 1    | AC Ajaccio             | Courtet                                    | Badu · Danger                               |
| Journée 31 | 03/04/2021 | 20h00   | AC Ajaccio             | 3 - 0    | Valenciennes FC        | Courtet · Barreto · Moussiti-Oko           | -                                           |
| Journée 32 | 10/04/2021 | 20h00   | Le Havre AC            | 1 - 1    | AC Ajaccio             | Arconte                                    | Bonnet (pen.)                               |
| Journée 33 | 17/04/2021 | 20h00   | AC Ajaccio             | 3 - 0    | Chamois niortais FC    | Courtet · Laçi                             | -                                           |
| Journée 34 | 20/04/2021 | 20h00   | AS Nancy-Lorraine      | 2 - 0    | AC Ajaccio             | -                                          | Ciss                                        |
| Journée 35 | 24/04/2021 | 20h00   | AC Ajaccio             | 2 - 2    | Amiens SC              | Courtet (pen.) · Moussiti-Oko              | Timité · Diakhaby                           |
| Journée 36 | 01/05/2021 | 20h00   | Pau FC                 | 0 - 0    | AC Ajaccio             | -                                          | -                                           |
| Journée 37 | 08/05/2021 | 20h00   | AC Ajaccio             | 1 - 1    | Paris FC               | Moussiti-Oko                               | Caddy                                       |
| Journée 38 | 15/05/2021 | 20h00   | LB Châteauroux         | 0 - 0    | AC Ajaccio             | -                                          | -                                           |

#### Classement
| Rang | Équipe          | Pts | J  | G  | N  | P  | Bp | Bc | Diff |
| ---- | --------------- | --- | -- | -- | -- | -- | -- | -- | ---- |
| 11   | Valenciennes FC | 47  | 38 | 12 | 11 | 15 | 50 | 59 | −9   |
| 12   | Le Havre AC     | 47  | 38 | 11 | 14 | 13 | 38 | 48 | −10  |
| 13   | AC Ajaccio      | 46  | 38 | 11 | 13 | 14 | 34 | 43 | −9   |
| 14   | Pau FC P        | 44  | 38 | 11 | 11 | 16 | 42 | 49 | −7   |
| 15   | Rodez AF        | 43  | 38 | 8  | 19 | 11 | 38 | 44 | −6   |

### Coupe de France

#### Résultats
| Tour          | Date       | Horaire | Domicile           | Résultat | Extérieur  | Buteurs AC Ajaccio | Buteurs adverse                           |
| ------------- | ---------- | ------- | ------------------ | -------- | ---------- | ------------------ | ----------------------------------------- |
| 8e tour       | 19/01/2021 | 18h00   | LB Châteauroux     | 0 - 2    | AC Ajaccio | Barreto · Courtet  | -                                         |
| 32e de finale | 09/02/2021 | 21h00   | Olympique lyonnais | 5 - 1    | AC Ajaccio | Nouri              | Depay · Slimani · Cornet · Cherki · Aouar |